# Niari
Niari é um dos 12 departamentos da República do Congo, localizado na parte oeste do país. Faz divisa com os departamentos de Bouenza, Kouilou e Lékoumou, com o Gabão, com a República Democrática do Congo e com a província de Cabinda, Angola. Sua capital é a cidade de Dolisie também conhecida como Loubomo.
Mossendjo é a segunda maior cidade do departamento, após Dolisie.

## Distritos
- Banda
- Divenie
- Kibangou
- Kimongo
- Londela-Kayes
- Louvakou
- Mbinda
- Makabana
- Moungoundou Nord
- Moungoundou Sud
- Moutamba
- Mayoko
- Nyanga
- Yaya